# Élections sénatoriales françaises de 1885
Les élections sénatoriales françaises de 1885 ont lieu le 25 janvier 1885 dans 41 départements français de métropole et d'Algérie afin d'élire 87 sénateurs, au titre du renouvellement triennal pour la série A et afin de pourvoir treize sièges vacants dans les séries B et C à la suite de décès ou de démissions.
Des élections sénatoriales ont également lieu en mars de la même année dans deux colonies françaises, la Guadeloupe et la Réunion.
Gagnant 22 sièges en janvier puis un siège supplémentaire en mars, les républicains renforcent la majorité acquise en 1879 et confirmée en 1882.

## Contexte
Ces élections sont les premières depuis la révision de la Constitution du 14 août 1884 et la loi du 9 décembre 1884 mettant fin au remplacement des sénateurs inamovibles.
Conçue par le président du conseil, le républicain modéré Jules Ferry, cette réforme du Sénat est critiquée par une partie des radicaux, qui aurait souhaité la suppression de la chambre haute et du suffrage restreint. Ces revendications sont notamment exprimées, le 17 décembre 1884, par un appel adressé aux conseillers municipaux de la Seine (chargés d'élire les délégués sénatoriaux du département) par le groupe « autonomiste » du conseil municipal de Paris. Le même groupe municipal présente la candidature de Georges Martin au siège laissé vacant par la démission du commandant Labordère. Cette élection est la seule de la Seine, ce département ne faisant pas partie de la série renouvelable.
Finalement, la demande d'une nouvelle révision de la Constitution est écartée de la plupart des programmes. Même les monarchistes restent réservés sur les questions institutionnelles et font davantage campagne sur des sujets économiques, religieux et sociaux, comme dans le Nord et le Pas-de-Calais, qu'ils feront basculer en leur faveur sur le thème du protectionnisme.

## Résultats
Sur les 87 mandats renouvelables, les républicains et les monarchistes étaient presque à égalité avant le scrutin, avec respectivement 45 et 42 sièges. Le 25 janvier, les républicains en remportent 67, auxquels viendront s'ajouter les deux sièges pourvus dans les colonies au mois de mars. La droite monarchiste a quant à elle perdu 22 sièges, puis celui de la Guadeloupe en mars.
Par conséquent, après ces élections et celles du mois de mars, la chambre haute est plus que jamais dominée par les républicains, désormais au nombre de 233. Environ 180 d'entre-eux sont des républicains modérés soutenant le gouvernement Ferry.
Un centre gauche dissident d'une trentaine de membres, dont Jules Simon, continue à former un groupe votant régulièrement avec la droite monarchiste, qui ne compte plus que 67 sénateurs.
Présidé par Victor Schœlcher, avec Georges Martin pour secrétaire, un groupe d'extrême gauche, comparable à son homologue de la chambre basse, se constitue également au mois de mars autour d'une dizaine de parlementaires radicaux-socialistes alors qu'il n'en comptait que six ou sept avant le scrutin.